# Essex (Massachusetts)
Pour les articles homonymes, voir Essex.
Essex est une ville du Comté d'Essex dans l’État du Massachusetts.
Elle a été incorporée en 1819.
Sa population était de 3 675 habitants en 2020.